# Arlington (Washington)
Arlington is een stad in de Amerikaanse staat Washington, in het westen van het land. De plaats valt bestuurlijk gezien onder Snohomish County. Arlington ligt aan de rivier de Stillaguamish in de westelijke uitlopers van de Cascade Range en grenst aan de stad Marysville. De stad is ongeveer 16 kilometer ten noorden van Everett en 64 kilometer ten noorden van Seattle gelegen. Arlington heeft een bevolking van 17.926 inwoners (2010).

## Demografie
Bij de volkstelling in 2000 werd het aantal inwoners vastgesteld op 11.713.
In 2006 is het aantal inwoners door het United States Census Bureau geschat op 16.090, een stijging van 4377 (37,4%).

## Geografie
Volgens het United States Census Bureau beslaat de plaats een oppervlakte van
19,6 km², geheel bestaande uit land.

## Plaatsen in de nabije omgeving
De onderstaande figuur toont nabijgelegen plaatsen in een straal van 12 km rond Arlington.